# Kateryna Tarasenková
Kateryna Tarasenková (ukrajinsky Катерина Миколаївна Тарасенко; * 6. srpna 1987, Dněpropetrovsk) je ukrajinská veslařka. Na olympijských hrách 2012 v Londýně byla členkou posádky párové čtyřky, která získala zlaté medaile. Na MS 2010 získala na párové čtyřce stříbrnou medaili.